# 正法寺 (岐阜市薬師町)
正法寺（しょうぼうじ）は、岐阜県岐阜市薬師町にあった、薬師如来を本尊とする臨済宗の寺院である。山号は霊薬山と称した。川手城の敷地ないし隣接地にあったとされ、船田合戦を経て廃寺となった。現在、その跡は正法寺跡として岐阜市により史跡に指定されている。なお、同市黒田（正法寺）、同市大仏町（正法寺）、同市向加野にある正法寺は、ここで述べる霊薬山正法寺とは縁起の異なる別の寺院である。
美濃国守護、土岐頼康が文和2年（1353年）に川手城を築城した際に無本覚心（法灯禅師、法灯派の祖）の法嗣、嫩桂正栄を招いてその隣接地に建立した。その後は開山の法嗣、信中自敬が2世として襲いでいる。土岐氏の外護のもと、七堂伽藍を備え塔頭も多数建てられた。塔頭の名としては雲門庵、石門庵、法喜庵、三世庵、常春庵、慈光院、利名院、大亀院、陽徳院、南陽院および細香軒が伝わっているが、それぞれの歴史については未詳である。信中自敬の下には惟成親王が法嗣として入るなど、美濃屈指の禅刹であり、諸山に列せられた。応仁元年（1467年）以降、京都が応仁の乱により荒廃した際には、土岐氏の招きにより足利義視、一条兼良が訪れた。その他にも雪舟等楊や万里集九、宗祇など、文人墨客も正法寺で活動をしていたことが知られる。明応4年（1495年）に船田合戦で戦場となり、焼失し廃寺となった。跡地に残った土塁も、慶長7年（1602年）の加納城築城の際に取り去られたという。
昭和47年（1972年）に岐阜市により史跡に指定される。2019年現在、跡地には薬師堂が建てられている。